# جون كامينغز
جون كامينغز (بالإنجليزية: John Cummings)‏ هو لاعب كرة قاعدة أمريكي، ولد في 10 مايو 1969 في توررانسي في الولايات المتحدة.

## وصلات خارجية
- جون كامينغز على موقعبيزبول رفرنس.كوم (الدوري الرئيسي) (الإنجليزية)
- جون كامينغز على موقعبيزبول رفرنس.كوم (الدوري الثانوي) (الإنجليزية)
- جون كامينغز على موقع مشجعي الرسوم البيانية (الإنجليزية)